# موتور پیرداد خودستان
موتور پیرداد خودستان، روستایی از توابع بخش آسمینون شهرستان منوجان در استان کرمان ایران است.

## جمعیت
این روستا در دهستان بجگان قرار دارد و براساس سرشماری عمومی نفوس و مسکن در سال ۱۳۹۵، جمعیت آن برابر با ۲۰۷ نفر (۵۷ خانوار) بوده‌است.